# Накаяма, Кахо
Кахо Накаяма (яп. 中山 可穂, род. 1960, Нагоя) — японская писательница. Её дебютный роман «Сгорбленный принц» (猫背の王子, Nekoze no Ouji) был опубликован в 1993 году, а её последующие романы были номинированы на ряд японских литературных премий, включая премию Ямамото Сюгоро. В выпуске Routledge Handbook of Sexual Studies in East Asia за 2015 год она была названа «единственной современной японской самоидентифицирующей писательницей-лесбиянкой». Её рассказ «Искрящийся дождь» был заглавным рассказом из сборника Барбары Саммерхок о квир-писательницах из Японии «Искрящийся дождь: и другая художественная литература из Японии о женщинах, любящих женщин». Из произведений Накаямы лишь этот рассказ и отрывок из романа «Воспитание чувств» в переводе Эллисон Маркин Пауэлл — были переведены на английский язык.

## Жизнь и творчество
Накаяма родилась в Нагое в 1960 году и окончила педагогический факультет факультета английского языка Университета Васэда. В период между окончанием учёбы и публикацией своего первого романа она руководила театральной труппой, а именно занималась актёрским мастерством, писательством и режиссурой. Когда Кахо уже было за тридцать, она работала офисным работником и, чтобы преодолеть пустоту после ухода из театра, она начала писать свой первый роман.
В 1993 году, после того как Накаяма получила приз за рассказ от Tokyo FM, Magazine House опубликовал её дебютный роман «Сгорбленный принц». Её роман 1995 года «Кости ангела» (Tenshi no Hone) получил литературную премию Асахи для новых писателей, а её роман 2001 года «В глубины белой розы» (Shiroi Bara no Fuchi Made) был удостоен премии Сюгоро Ямамото.

### Лесбийские и гомосексуальные темы
Произведения Накаямы, такие как роман 2000 года «Воспитание чувств» (感情教育, название которого совпадает с романом Гюстава Флобера), известны своими частыми мотивами душераздирающей лесбийской любви и отношений. «В глубины белой розы» и «Воспитание чувств» были опубликованы в конце так называемого «гей-бума» в Японии, охватившего конец 1980-х и 1990-е годы, когда были опубликованы такие романы, как «В глубины белой розы» и «Обещание на лето» Тии Фудзино — оба получили крупные японские литературные награды. Название её романа «Любовь-самоубийство в Марракеше» (マラケシュ心中, Marakeshu shinju) отсылает к тропу любви-самоубийства, встречающемуся в японской литературе XVII века, в то время как содержание больше напоминает современные выражения и представления об однополой женской любви и отношениях в манге и аниме.
В ранний период карьеры её работы были известны своим радикальным изображением секса и гендера, а также полным и детальным выражением лесбиянства. С публикацией Kehheru (ケ ッ ヘル) в 2006 году творчество Накаямы расширилось до изображений любви и отношений между геями, а также гетеросексуалами, родителями и детьми. Несмотря на это, ей очень не нравилось, когда публика называла её «писательницей-лесбиянкой», и она стремилась продолжать публиковать подробные романы, в которых остро исследовалась основополагающая природа человеческого существования.

## Работы
- The Stoop-Shouldered Prince (猫背の王子, Nekoze no ouji), 1993
- Angel Bones (天使の骨, Tenshi no hone), 1995
- La Sagrada Familia (サグラダファミリア : 聖家族, Sagurada famiria : seikazoku), 1998
- Sentimental Education (感情教育, Kanjo kyōiku), 2000
- Cut to the Quick (深爪, Fukadzume), 2000
- To the Depths of a White Rose (白い薔薇の淵まで, Shiroi Bara no Fuchi Made), 2001
- The Flower Temple (花伽藍 Hana-garan), 2002
- Love-Suicide in Marrakesh (マラケシュ心中, Marakeshu shinju), 2002
- Gigolo (ジゴロ, Jigoro), 2003
- Kehheru (ケッヘル), 2006
- The Blind Young Man (弱法師, Yoroboshi, вероятно, отсылка к легенде о Сюнтокумару и одноимённой пьесе Юкио Мисима 1960 года), 2007
- Saigon Tango Cafe (サイゴン・タンゴ・カフェ, Saigon・Tango・Kafe), 2008
- Elegy (悲歌, Hika), 2009
- The Cat Who Writes Novels (小說を書く猫, Shōsetsu o kaku neko), 2011
- The Country of Love (愛の国, Ai no kuni) 2014
- Male Roles (男役, Otokoyaku), 2015
- Daughter Roles (娘役, Musumeyaku), 2016
- Zero Hour (ゼロ・アワー, Zero・awā), 2017
- Silver Bridge (銀橋, Ginkyō), 2018